# Южный отряд
Экспедиция южного отряда (1738—1742) проходила в рамках Великой Северной экспедиции с целью обследования Курильских островов и установления торговых и дипломатических отношений с Японией.

## Ситуация в начале XVIII века
Япония была закрытой страной. В начале XVII века последовательно японцам был запрещён выезд за пределы страны, запрещена постройка более или менее крупных кораблей. После Симабарского восстания в 1638 году из страны были высланы все иностранцы, за исключением голландцев, да и тем разрешалось пребывание в Японии на самых жёстких условиях — запрет покидать Нагасаки, все товары с кораблей немедленно по прибытии сдавались японцам, отбирались так же и книги (возвращались только перед отправлением), при разгрузке корабля японцами присутствовал только один человек и т. д. Тем не менее, другие страны не имели и таких условий. Япония представлялась европейцам крайне богатой страной, и для отыскания путей проникновения туда снаряжалось множество экспедиций: Тасман — 1639 год, Де Фриз — 1643 год и другие, принесшие множество открытий в Тихом океане, но ничего не давшие в разрезе Японии.
В России Японией заинтересовались при Петре I, когда в Санкт-Петербург были доставлены два японца, потерпевших кораблекрушение у берегов Камчатки. Овладевшие русским языком, японцы рассказали о своей стране много интересного, и несколько крупных торговых семей подали ходатайство о заведении торговых связей с этой страной. В результате при составлении плана исследований Северной экспедиции отдельным пунктом было вынесено путешествие в Японию и попытка завести с японцами торговые отношения.
В России на тот момент было известно всего несколько ближайших к Камчатке Курильских островов.

## Первое плавание. 1738 год
. 
Состав: 3 корабля под руководством Шпанберга, численностью: на бригантине «Архангел Михаил» — 63 человека, на дубель-шлюпке «Надежда»(лейтенант Вальтон)  и боте «Святой Гавриил» (мичман Шельтинг) — по 44.
18 июня 1738 года отряд вышел в море, почти сразу они попали в шторм, разбросавший корабли. Встретились они только в июле в Большерецке. Загрузив провиант и взяв ещё несколько человек, 15 июля отправились к Курильским островам.
Несмотря на спокойное море, корабли всё равно не могли держаться вместе из-за разногласий начальства. Дошло до того, что Шпанберг отдал приказ не слушаться Вальтона, если он попытается отстать. Впрочем, это не помогло.
24 июля достигли Курильских островов, но попытки высадиться предпринято не было. Было открыто много новых островов.
В августе Шпанберг принял решение вернуться. Причин он назвал много — приближение осени, отсутствие удобных гаваней на Курилах, недостаток провизии, боязнь нападения японских кораблей на плавающие порознь корабли русские.
Итог первого плавания: за время первого плавания Шпанберг прошёл вдоль цепи Курильских островов и открыл много новых, но существовавшая на карте большая Земля Штатов ему не встретилась. Вальтон прошёл южнее в районе Иессо.

## Второе плавание. 1739 год
Зимой 1739 года в Большерецке был сооружён шлюп «Большерецк», командиром назначен квартирмейстер Эрт. Таким образом, в этом году в путь отправились уже 4 судна.
21 мая 1739 года корабли вышли с Камчатки и направились к Компанейской земле, нанесённой на карты португальской экспедицией де Гома. После того как никаких её признаков обнаружено не было, корабли повернули в направлении Японии (остров Ниппон), которой достигли 16 июня. Вальтон путешествовал практически тем же путём, но отдельно от Шпанберга, и прибыл в Японию несколько позже.
Всё время, что русские корабли были в водах Японии, на острове по ночам жгли огни и держали в полной боевой готовности корабли, но к русским кораблям не приближались. Зато местное население отнеслось к пришельцам спокойно. В обмен на русские товары японцы снабдили моряков фруктами и овощами, пшеном, табаком, тканями и другими вещами, а также наполнили бочки свежей водой. Корабли посещали также японские чиновники, привозившие подарки. Моряки даже ходили на экскурсии по острову и ездили с японцами на рыбалку.
Описание Шпанбергом Японии:

Оные японцы росту среднего и малого, платье у них много схоже с татарским; ходят босые, штанов и портов никаких не имеют; с полуголовы по лбу волосы стрижены и подклеены клеем, назади завязываются кустиком, который торчит кверху; шляпы у них великие, травяные, плоские; носят те шляпы, подвязав себе под бороду; а у которых шляп нет, те головы повязывают платками; вместо епанеч имеют вощанки, сделанные из бумаги. А телом оные японцы некоторые избела, а более смуглых; глаза малые, волосы черные, бороду бреют. Приезжали они, японцы, на лодках остроносых, а кормы тупые, и сверху доски спущены фута на четыре, островаты, длиною около четырёх сажен, а носы у тех лодок обиты у многих медью зеленою. Да и большие у них лодки строены так же, как и малые; а рули у тех лодок имеются по два, весла кривые; гребут стоя, наискось, положа весло на уключины, а рукоятки привязывают веревками; а шиты оные лодки медью; а дреги у них четырёхрогие, железные; а те лодки с палубами и приделаны на них ящики для воды, а на палубе складены печи, в которых у них имеются котлы для варения каш. И ночуют на море…

3 июля Шпанберг приказал сняться с якоря и отправился на северо-восток. На обратном пути были открыты новые Курильские острова. Высаживались на островах: Фигурный, где была обнаружена хорошая гавань, в которой запаслись водой, но людей не встретили; для аналогичных целей, а также для получения информации, высаживались на остров Зелёный. На нём также были встречены айны, которых приняли за полузверей.
До Курил добрались всего 2 корабля, остальные под различными предлогами отстали и совершали своё плавание отдельно.
На обратном пути постоянно были туманы, дожди, встречный ветер, мели. 24 июля, когда добрались до острова Иессо, на обоих кораблях уже было немало больных, а по пути в Большерецк (прибыл 14 августа) 13 человек умерло.
Не дожидаясь возвращения других кораблей, Шпанберг сразу же отправился в Охотск, куда прибыл 29 августа. При встрече с Берингом, который в это время тоже находился там, он высказал предложение привести в русское подданство жителей Курил, для чего нужно ещё одно плавание. Беринг не решился дать на него разрешение и отправил Шпанберга в Петербург.
«Надежда» под командой мичмана Шельтинга на пути из Японии 31 июля 1739 года на широте 44 градуса в тумане отстала от отряда, найти её не удалось. «Надежда» попала в большое количество штормов и пришла в Большерецк только 31 августа. В Большерецке дубель-шлюпка получила приказ доставить больных в Охотск. После трех неудавшихся попыток пробиться в Охотск, 7 октября вернулись в Большерецк, где и зимовали. 11 человек умерло. В Охотск «Надежда» пришла только в июне 1740 года.
Итог второго плавания: открыто большое количество Курильских островов, а также северные острова Японии, зато стёрты с карт Компанейская земля, земля Штатов и несколько других островов.

## Подготовка к новой экспедиции. 1740—1741 годы
Перезимовав в Якутске, в 1740 году Шпанберг прибыл в Петербург. Там уже было получено донесение Беринга, а также бумаги, отправленные подчинёнными Шпанберга, в которых ему предъявлялись различные обвинения. Так, например, Писарев заявил, что Шпанберг не был в Японии, а прошёл у берегов Кореи. Обосновал он это тем, что, во-первых, ему так сказал Вальтон, а во-вторых, открытия Шпанберга не соответствуют карте Страленберга, где Япония начиналась сразу от Камчатки. Найденные Берингом в журналах Шпанберга, а Шпанбергом — в журналах Вальтона ошибки усугубили сомнения Адмиралтейств-коллегии в том, что экспедиция была в Японии. Результатом стал приказ о ещё одном плавании с целью проверки данных. Для контроля была избрана комиссия под руководством Лаптева и Нагаева.
Шпанберг вернулся в Охотск только в августе 1740 года. Там выяснилось, что Беринг забрал все припасы и несколько судов. Шпанберг вынужден ехать в Якутск для заготовки новых припасов, с ними он возвращается в июне 1741 года. В это время в Охотске строят новые корабли. Когда закончили — был уже сентябрь. В Японию смысла плыть уже не было, но кое-какие исследования всё же были проведены: Шельтинг на «Надежде» исследовал берега Охотского моря, насколько позволяла погода. Остальные отправились на зимовку в Большерецк. Во время перехода бригантина «Святой Михаил» под управлением Свистунова получила серьёзные повреждения и была отброшена к Курильским островам. Для ремонта потребовалась новая грот-мачта.
Во время исследований «Надежда», пройдя Шантарские острова, получила сильную течь. Удобная стоянка найдена не была, и, не завершив исследования, Шельтинг срочно отправился в Большерецк, куда прибыл в начале октября.

## Третье плавание. 1742 год
Состав: пакетбот «Святой Иоанн» (Шпанберг), «Святой Михаил» (Шельтинг), «Большерецк» и «Надежда» (Ртищев). Также к экспедиции были прикомандированы два человека, изучавших японский язык.
Плавание началось 23 мая 1742 года, суда разошлись при первой возможности. Шпанберг не стал пытаться найти или дождаться их и направился прямо к Японии. По пути ему всё время мешали встречные ветры и туман.
30 июня в корпусе «Святого Иоанна» открылась течь, и для ремонта судно пристало к одному из Курильских островов, где обнаружились все остальные суда экспедиции. «Большерецк» был тоже повреждён.
Шпанберг перевёл Шельтинга на «Надежду» и приказал продолжить начатую годом ранее опись Охотского моря, все остальные отправились обратно в Большерецк, куда и прибыли 29 июля. От продолжения экспедиции в 1743 году решено было отказаться.
Итог третьего плавания: на карту удалось нанести небольшой участок побережья Охотского моря.

## После экспедиции
В 1746 году комиссия подвела итог Японской экспедиции, в котором признала, что Вальтон был у берегов Японии. По поводу Шпанберга было заявлено следующее:

…по всем его журнала обстоятельствам едва ли возможно было кому поверить, что он, Шпангберг, подлинно коснулся плаванием своим северного угла острова Япона, если бы он ходил на море один; но как он в помянутом вояже, мая от 25-го, от Большерецкого острога, июня по 15 число до самого у японских земель в туман отлучения неразлучно шел, и виды у японских берегов и прочие случаи в журнале, что в натуре видел, записал… — потому Шпангбергово у Япона, и о возвратном его пути меж японскими островами бытие причесться или признано быть может… А чтоб из Шпангбергова журнала сочинить пути его верную карту, и положения на ней аккуратного тех островов, которые он при прохождении видел, и части острова Япона, того не токмо другому кому, но и ему самому, Шпангбергу, сочинить и в достоверность на карте положить, за вышедонесенными, в журналах его записанными, многими необстоятельствы — невозможно.